# Грабіжник і леді
«Грабіжник і леді» (англ. The Burglar and the Lady) — американська кримінальна драма режисера Герберта Блаше 1914 року.

## У ролях
- Джеймс Дж. Корбетт — Раффлс
- Клер Вітні — Норма
- Фрауні Фраутгольц — Батлер
- Кельвін Рейсленд — Гедлі Стоун
- Едвард Сесіл — преподобний Джон Банфілд
- Аугуста Бурмейстер — місіс Гармон